# Deutsche Fußballmeisterschaft der B-Junioren 1978/79
Die deutsche B-Jugendmeisterschaft 1979 war die 3. Auflage dieses Wettbewerbes. Meister wurde Blau-Weiß 90 Berlin, das im Finale den FC Augsburg mit 1:1 nach Verlängerung und 5:4 im Elfmeterschießen besiegte.

## Teilnehmende Mannschaften
An der B-Jugendmeisterschaft nahmen die 16 Landesverbandsmeister teil.
| Regionalverband Nord                                                                                                  | Regionalverband West                                                                       | Regionalverband Südwest                                                                    | Regionalverband Süd | Berlin                        |
| --- | ------------------------------------------------------------------------------------------ | ------------------------------------------------------------------------------------------ | --- | ----------------------------- |
| - Schleswig-Holstein: VfB Lübeck - Hamburg: FC St. Pauli - Bremen: Werder Bremen - Niedersachsen: SV Arminia Hannover | - Westfalen: Borussia Dortmund - Mittelrhein: 1. FC Köln - Niederrhein: Fortuna Düsseldorf | - Rheinland: Spvgg Andernach - Südwest: 1. FSV Mainz 05 - Saarland: SV Saar 05 Saarbrücken | - Hessen: Kickers Offenbach - Baden: VfR Mannheim - Südbaden: Freiburger FC - Württemberg: Stuttgarter Kickers - Bayern: FC Augsburg | - Berlin: Blau-Weiß 90 Berlin |

## Achtelfinale
Hinspiele: Sa/So 16./17.06. Rückspiele: Fr/So 22./24..06.
|                        | Gesamt          |                        | Hinspiel | Rückspiel |
| ---------------------- | --------------- | ---------------------- | -------- | --------- |
| Gruppe Nord-West:      |                 |                        |          |           |
| SV Werder Bremen       | 2:3             | Borussia Dortmund      | 0:1      | 2:2       |
| SV Arminia Hannover    | 2:2 (4:3 i. E.) | Fortuna Düsseldorf     | 0:0      | 2:2       |
| VfB Lübeck             | 1:5             | Blau-Weiß 90 Berlin    | 0:4      | 1:1       |
| FC St. Pauli           | 3:1             | 1. FC Köln             | 1:1      | 2:0       |
| Gruppe Süd-Südwest:    |                 |                        |          |           |
| 1. FSV Mainz 05        | 2:1             | Kickers Offenbach      | 0:0      | 2:1       |
| Freiburger FC          | 6:0             | SV Saar 05 Saarbrücken | 5:0      | 1:0       |
| SV Stuttgarter Kickers | 7:1             | SpVgg Andernach        | 4:0      | 3:1       |
| FC Augsburg            | 5:1             | VfR Mannheim           | 2:1      | 3:0       |

## Viertelfinale
Hinspiele: So 01.07. Rückspiele: So 08.07.
|                        | Gesamt |                     | Hinspiel | Rückspiel |
| ---------------------- | ------ | ------------------- | -------- | --------- |
| Gruppe Nord-West:      |        |                     |          |           |
| Borussia Dortmund      | 1:8    | SV Arminia Hannover | 1:2      | 0:6       |
| Blau-Weiß 90 Berlin    | 2:1    | FC St. Pauli        | 0:1      | 2:0       |
| Gruppe Süd-Südwest:    |        |                     |          |           |
| 1. FSV Mainz 05        | 6:4    | Freiburger FC       | 1:2      | 5:2       |
| SV Stuttgarter Kickers | 2:3    | FC Augsburg         | 1:2      | 1:1       |

## Halbfinale
Hinspiele: So 15.07. Rückspiele: So 22.07.
|                     | Gesamt |                     | Hinspiel | Rückspiel |
| ------------------- | ------ | ------------------- | -------- | --------- |
| Gruppe Nord-West:   |        |                     |          |           |
| SV Arminia Hannover | 3:4    | Blau-Weiß 90 Berlin | 1:2      | 2:2       |
| Gruppe Süd-Südwest: |        |                     |          |           |
| 1. FSV Mainz 05     | 1:7    | FC Augsburg         | 1:2      | 0:5       |

## Finale
| Blau-Weiß 90 Berlin                                                      | Blau-Weiß 90 Berlin | FC Augsburg | FC Augsburg |
| ------------------------------------------------------------------------ | --- | --- | ----------- |
| Blau-Weiß 90 Berlin                                                      | \| Sonntag, 29. Juli 1979 um 11:00 Uhr in Berlin-Lankwitz (Preussenstadion) \| \| Ergebnis: 1:1 n. V. (1:1, 0:0), 5:4 i. E. \| \| Zuschauer: 3.800 \| \| Schiedsrichter: Walter Niemann (Hamburg) \|                                                               | \| Sonntag, 29. Juli 1979 um 11:00 Uhr in Berlin-Lankwitz (Preussenstadion) \| \| Ergebnis: 1:1 n. V. (1:1, 0:0), 5:4 i. E. \| \| Zuschauer: 3.800 \| \| Schiedsrichter: Walter Niemann (Hamburg) \| | FC Augsburg |
| Blau-Weiß 90 Berlin                                                      | Rüdiger Vollborn – Michael Paulick – Andre Rießler, Carsten Collatz, Frank Olschewski – Stefan Brandenburger, Andreas Schröder (90. Michael Schubert), Rainer Schulze – Gerald Schmidt, Fred Klatt (59. Frank Pagels), Bernd Geesdorf Cheftrainer: Rainer Helfrich | Raimond Aumann – Joachim Goldstein – Reinthaler, Roland Grahammer, Hilz – Mayr, Robert Vogel, Christian Hochstätter – Kreuzer (85. Merth), Hubert Ost, Leo Bunk Cheftrainer: Günter Hausmann         | FC Augsburg |
| Blau-Weiß 90 Berlin                                                      | 1:0 Gerald Schmidt (54.) | 1:1 Joachim Goldstein (66.) | FC Augsburg |
| Blau-Weiß 90 Berlin                                                      | Elfmeterschießen | | FC Augsburg |
| Blau-Weiß 90 Berlin                                                      | 1:1 Frank Olschewski 2:2 Michael Schubert 3:2 Frank Pagels 4:3 Stefan Brandenburger 5:4 Rainer Schulze | 0:1 Mayr 1:2 Roland Grahammer Reinthaler verschießt (Pfosten) 3:3 Joachim Goldstein 4:4 Christian Hochstätter                                                                                        | FC Augsburg |
| Sonntag, 29. Juli 1979 um 11:00 Uhr in Berlin-Lankwitz (Preussenstadion) | | |             |
| Ergebnis: 1:1 n. V. (1:1, 0:0), 5:4 i. E.                                | | |             |
| Zuschauer: 3.800                                                         | | |             |
| Schiedsrichter: Walter Niemann (Hamburg)                                 | | |             |